# Frank Aron Ragilo
Frank Aron Ragilo (Riisipere, 22 marzo 2004) è un ciclista su strada e ciclocrossista estone che corre per l'Atom 6-Decca Continental Team. È attivo in formazioni UCI dal 2023.

## Palmarès

### Strada
- 2022 (Juniores)

Campionati estoni, Prova a cronometro Junior
2ª tappa International Junioren Radrundfahrt Oberösterreich (Rohrbach-Berg > Rohrbach-Berg)
Classifica generale International Junioren Radrundfahrt Oberösterreich

#### Altri successi
- 2022 (Juniores)

Classifica a punti International Junioren Radrundfahrt Oberösterreich

### Cross
- 2021-2022 (Juniores)

Campionati estoni, Junior
- 2022-2023

Campionati estoni, Elite

## Piazzamenti

### Competizioni mondiali
- Campionati del mondo su strada

Fiandre 2021 - In linea Junior: 21º
Wollongong 2022 - Cronometro Junior: 7º
Wollongong 2022 - In linea Junior: 8º
Glasgow 2023 - In linea Under-23: 73º

### Competizioni continentali
- Campionati europei su strada

Trento 2021 - In linea Junior: 42º
Drenthe 2023 - Cronometro Under-23: 27º
Drenthe 2023 - In linea Under-23: ritirato